# William Collins (schilder)

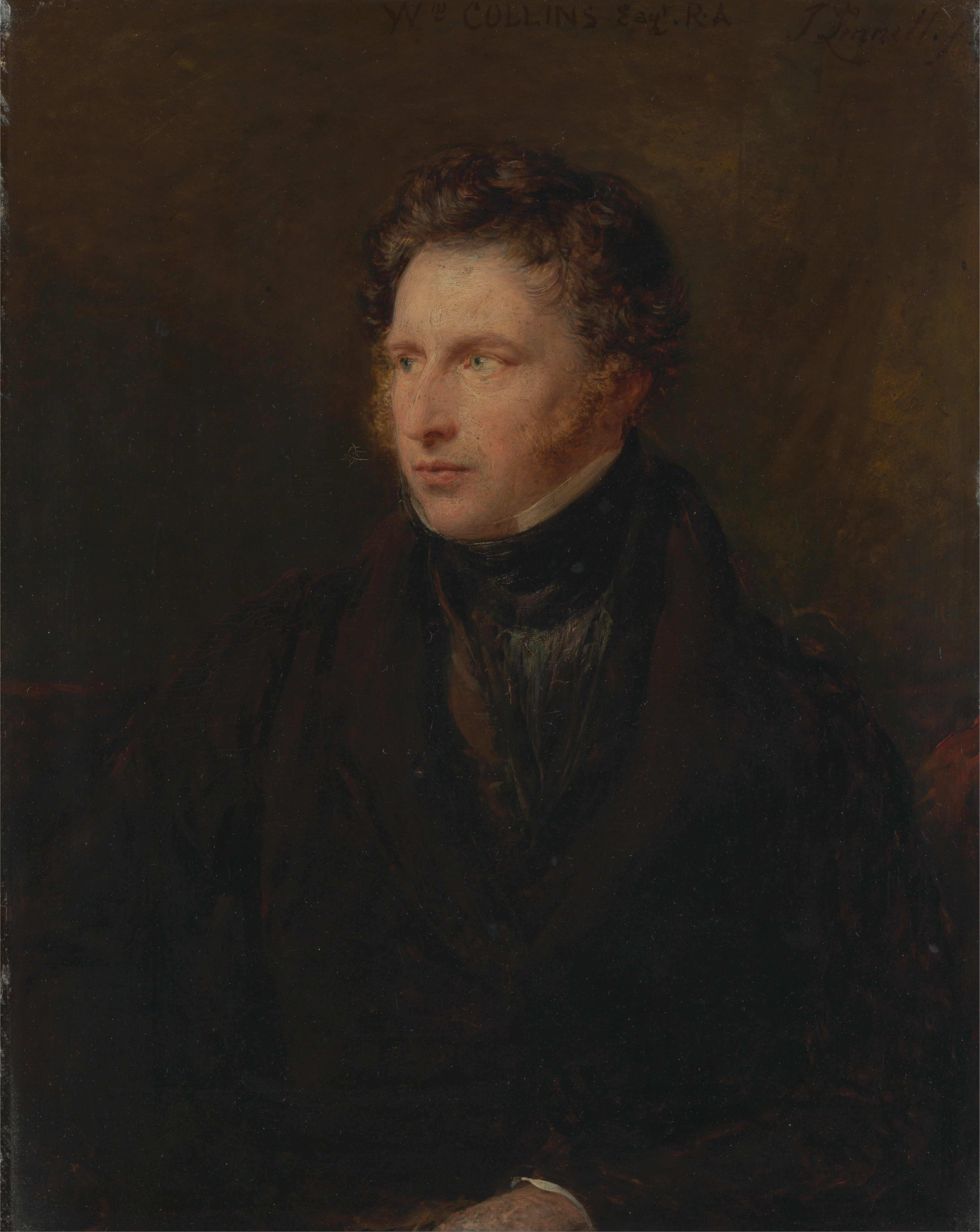
Portret van William Collins, 1831, door John Linnell, Yale Center of British Art, New Haven (Connecticut)

William Collins (Londen, 18 september 1788 – aldaar, 17 februari 1847) was een Engelse kunstschilder. In zijn tijd behoorde hij tot de bekendste en populairste kunstenaars en hij vervaardigde honderden schilderijen. Zijn eerste successen bereikte hij met olieverfschilderijen met kinderen. Na zijn studiereizen naar Nederland en België (1828) en naar Frankrijk en Italië (1836 – 1838) ging hij zich toeleggen op landschappen, waaronder veel zeegezichten, en genrestukken.

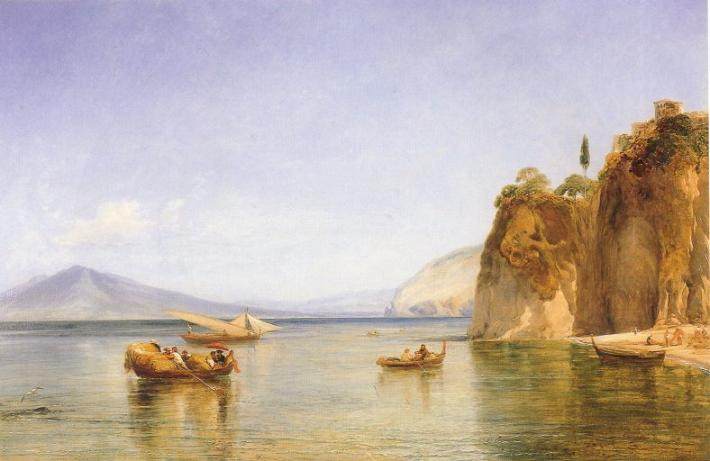
Scene from the Caves of Ulysses at Sorrento, 1841

## Leven en werk
Collins was een zoon van de oorspronkelijk uit Ierland afkomstige en vaak armlastige schrijver en kunsthandelaar William Collins. De zoon toonde al op jeugdige leeftijd een artistieke aanleg en zijn vader deed hem in de leer bij zijn vriend, de dierenschilder George Morland (1763 – 1804). Hier stak hij echter te weinig op naar zijn zin en in 1807 ging hij studeren aan de Royal Academy of Arts in Londen. Hij won hier in 1809 een zilveren medaille. In 1814 werd hij verkozen tot geassocieerd lid en in 1820 tot volledig lid van het instituut. Hij stelde er vanaf 1807 tot kort voor zijn dood werk tentoon.
Zijn vroege werken brachten al hoge prijzen op, wat hem in staat telde zijn familie te onderhouden na het overlijden van zijn vader in 1812. Zijn werk vond aftrek bij geestelijken, industriëlen, politici en aristocraten. Tot zijn begunstigers behoorden onder anderen de premiers Robert Peel en Robert Jenkinson en koning George IV.
Collins trouwde in 1822 met Harriet Geddes, een dochter van de Schotse schilder Andrew Geddes. Het echtpaar kreeg twee zoons. De oudste, Wilkie Collins (1824 - 1889), werd een bekend romanschrijver en schreef ook de biografie van zijn vader, onder de titel Memoirs of the Life of William Collins, Esq., R.A. (1848). De details uit het leven van de schilder kregen daardoor bekendheid. De jongste zoon was Charles Allston Collins (1828 – 1873); hij werd eveneens kunstschilder en bevond zich in de kringen van de Prerafaëlieten.
Hoewel Collins' werk tijdens zijn leven zeer gewild was, is de actuele verblijfplaats van een groot deel ervan niet bekend, omdat het zich mogelijk in privéverzamelingen bevindt. Ander werk bevindt zich in museumdepots, mede omdat veel schilderijen te lijden hebben gehad onder een onjuist gebruik van pigmenten door de kunstenaar.
In de openbare collecties van het Victoria and Albert Museum en de Tate Gallery in Londen bevinden zich verschillende werken van Collins.